# Primeira batalha do campo de gás de Shaer
A primeira batalha do campo de gás Shaer ocorreu em meados de julho 2014 durante a Guerra Civil Síria quando jihadistas radicais do Estado Islâmico do Iraque e do Levante (ISIS) atacaram e capturaram o campo de forças do governo, que foi seguido por um contra ataque do governo. Foi um dos mais mortais batalhas da guerra entre combatentes do grupo e as tropas governamentais militares. 

## Batalha
Na noite de 16 de julho de 2014,  militantes ISIS lançou um ataque maciço no campo Shaer, localizado na região desértica de Palmyra , na província de Homs. O ataque começou com um ataque suicida, seguido por assaltos a postos de controle do Exército. Depois de 12 horas de combate,  os militantes capturaram todos os oito postos militares e garantiu o campo de gás. Dos 370 militares presentes no início do ataque, apenas 30 conseguiram escapar para o campo Hajjar nas proximidades. Dias depois, foi relatado que alguns dos oficiais militares cometidos traição no início do ataque. Calcula-se que 270 pessoas do lado do governo morreram, incluindo 11 trabalhadores civis. Outros 200-250 lutadores e trabalhadores do governo permanecem capturados ou desaparecidos, enquanto que 21-27 militantes ISIS foram mortos  Em 3 de novembro, ISIL capturou o campo de gás Jahar. No dia seguinte, o exército retomou a aldeia de Kherbet al-Tayyas, a nordeste da base aérea T4.  Em 5 de novembro, o Exército sírio recuperou o Zimlat al-Maher (Syriatel) colina e garantiu a estrada que conduz à Tadamur e Farkalas ea estrada para o aeroporto militar Tiyas. Os militares também recapturaram os campos de gás Jahar e al-Moher bem como a companhia de gás Hayan,  com lutadores isil recuou sob bombardeios e ataques aéreos. Em 6 de novembro, o Exército retomou o campo de gás Shaer e Syriatel Hill de ISIL.